# Trypanaeus cornifrons
Trypanaeus cornifrons är en skalbaggsart som beskrevs av Lewis 1902. Trypanaeus cornifrons ingår i släktet Trypanaeus och familjen stumpbaggar. Inga underarter finns listade i Catalogue of Life.